# Alla Shishkina
Alla Shishkina, née le 2 août 1989 à Moscou, est une nageuse synchronisée russe.

## Carrière
Elle est sacrée championne olympique de natation synchronisée par équipes aux Jeux olympiques de 2012 à Londres. Puis, en 2013, elle remporte trois médailles d'or aux championnats du monde de Barcelone dans les épreuves : équipe technique, équipe libre et combiné libre. Enfin, en 2014, elle remporte la médaille d'or dans l'épreuve par équipe aux championnats d'Europe de Berlin.

## Palmarès
| Date | Compétition           | Lieu           | Résultat | Épreuve          |
| ---- | --------------------- | -------------- | -------- | ---------------- |
| 2012 | Jeux olympiques       | Londres        | 1re      | Équipe           |
| 2013 | Championnats du monde | Barcelone      | 1re      | Équipe technique |
| 2013 | Championnats du monde | Barcelone      | 1re      | Équipe libre     |
| 2013 | Championnats du monde | Barcelone      | 1re      | Combiné libre    |
| 2013 | Universiade           | Kazan          | 1re      | Combiné          |
| 2013 | Universiade           | Kazan          | 1re      | Équipe libre     |
| 2014 | Championnats d'Europe | Berlin         | 1re      | Équipe           |
| 2016 | Jeux olympiques       | Rio de Janeiro | 1re      | Équipe           |
| 2020 | Championnats d'Europe | Budapest       | 1re      | Équipe technique |